# U-414
Unterseeboot 414 foi um submarino alemão do Tipo VIIC, pertencente a Kriegsmarine que atuou durante a Segunda Guerra Mundial.

## Comandantes
| Comandante         | Data                                    |
| ------------------ | --------------------------------------- |
| Oblt. Walther Huth | 1 de julho de 1942 - 25 de maio de 1943 |

## Subordinação
Durante o seu tempo de serviço, esteve subordinado às seguintes flotilhas:
| Período                                     | Flotilha                                   |
| ------------------------------------------- | ------------------------------------------ |
| 1 de julho de 1942 - 31 de dezembro de 1942 | 8. Unterseebootsflottille (treinamento)    |
| 1 de janeiro de 1943 - 30 de abril de 1943  | 6. Unterseebootsflottille (serviço ativo)  |
| 1 de maio de 1943 - 25 de maio de 1943      | 29. Unterseebootsflottille (serviço ativo) |

## Operações conjuntas de ataque
O U-414 participou das seguinte operações de ataque combinado durante a sua carreira:
- Rudeltaktik Falke (15 de janeiro de 1943 - 19 de janeiro de 1943)
- Rudeltaktik Haudegen (19 de janeiro de 1943 - 2 de fevereiro de 1943)